# Federico Capurro Calamet
Federico Alberto Capurro Calamet (Montevideo, Uruguay, 18 de junio de 1910 - Montevideo, Uruguay, 1 de julio de 1982) fue un magistrado uruguayo, quien se desempeñó como Procurador del Estado en lo Contencioso Administrativo entre 1979 y 1980.

## Primeros años
Nació en Montevideo el 18 de junio de 1910,hijo del ingeniero Federico Eduardo Capurro Ruano y de Julia Emilia Calamet. 
Cursó estudios en la Facultad de Derecho de la Universidad de la República, donde obtuvo el título de abogado en 1939.

## Fiscal Letrado en el interior
En junio de 1944 inició su carrera en el Ministerio Público al ser nombrado Fiscal Letrado de Maldonado.

## Juez Letrado en el interior
En abril de 1949 dejó la Fiscalía e ingresó al Poder Judicial como Juez Letrado de Rivera.
En agosto de 1950 fue trasladado al Juzgado Letrado de Colonia.
En junio de 1954 fue nuevamente transferido al Juzgado Letrado de Florida.

## Fiscal Letrado en la capital
Poco después, en agosto de 1954, retornó al Ministerio Público, esta vez para cumplir funciones en Montevideo como Fiscal de lo Civil de Segundo Turno.
Permaneció en dicha Fiscalía durante exactamente 25 años. 

## Procurador del Estado en lo Contencioso Administrativo
El 13 de setiembre de 1979 fue designado Procurador del Estado en lo Contencioso Administrativo, cargo que había quedado vacante por el cese de José Roberto Figueroa Martínez al cumplir los diez años de permanencia en el mismo.
Capurro Calamet permaneció solo nueve meses como Procurador del Estado, pues en junio de 1980 cesó en el mismo al cumplir los 70 años, edad límite para ocuparlo conforme tanto a la Constitución de 1967 como a los artículos 41 y 42 del Decreto Constitucional-Acto Institucional número 8 dictado en 1977 por el que en el marco de la dictadura cívico-militar entonces vigente se habían modificado las normas constitucionales referentes al Poder Judicial y al Tribunal de lo Contencioso Administrativo.
Fue sucedido meses después en dicho puesto por Roberto L. Zito.

## Obra
En 1939 publicó junto a Edmundo Narancio y Agustín Ruano Fournier un reconocido estudio estadístico denominado "Historia y análisis estadístico de la población de Uruguay".
Posteriormente escribió diversas obras jurídicas, teniendo asimismo actividad docente.
Fue presidente del Ateneo de Montevideo entre 1963 y 1964.

## Vida personal. Fallecimiento
Contrajo matrimonio en 1940 con Sara Acevedo Spinelli,conocida como Sara Acevedo de Capurro, quien fue una reconocida artista plásticay con quien tuvo un hijo, Federico Eduardo Capurro Acevedo.
Federico Capurro Calamet falleció en Montevideo el 1 de julio de 1982, poco después de cumplir 72 años de edad.